# Auto Świat

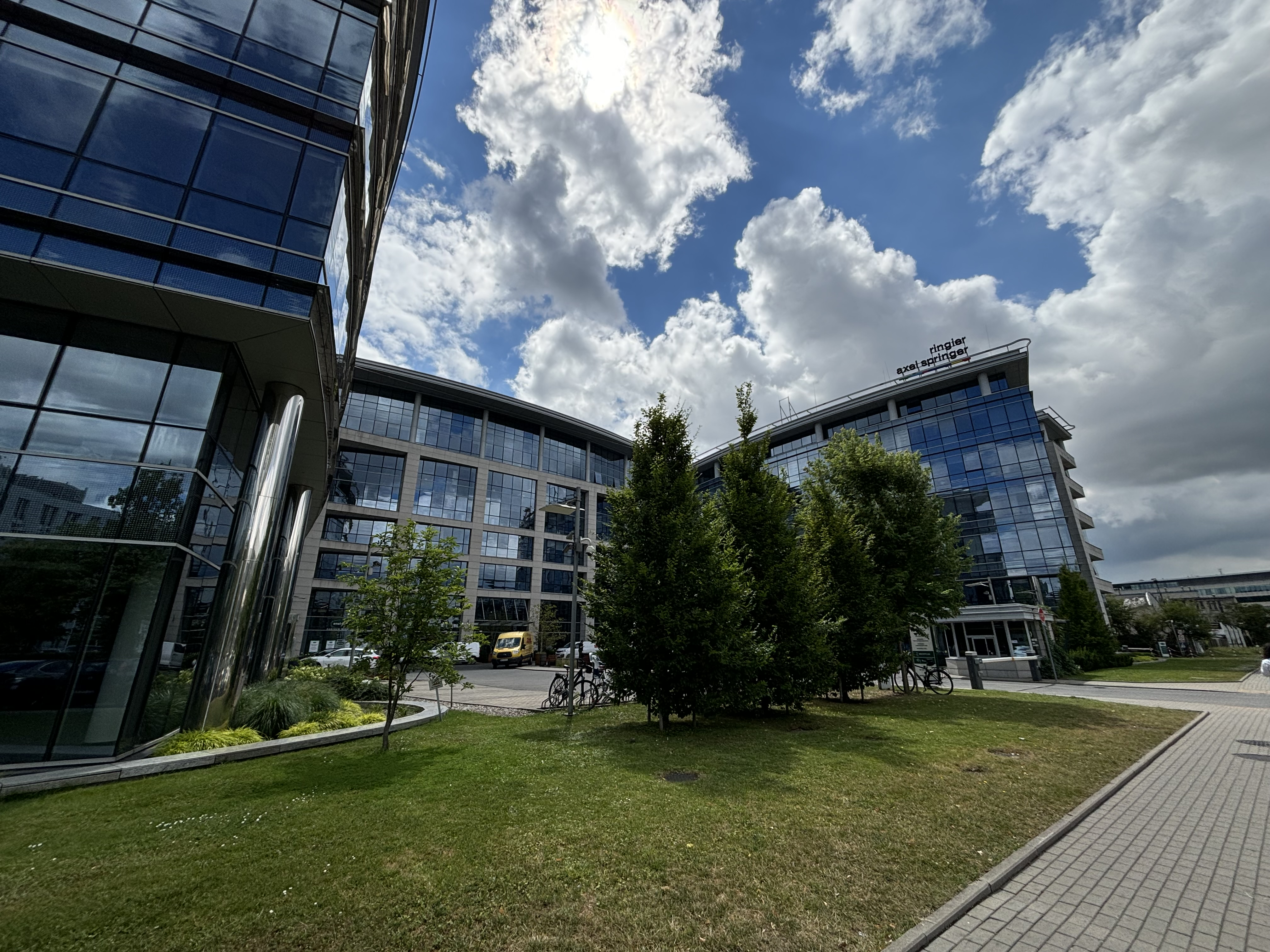
Siedziba Auto Świat w Warszawie znajduje się w budynku Ringier Axel Springer Polska przy ulicy Domaniewskiej 49

Auto Świat – serwis internetowy poświęcony tematyce motoryzacyjnej. Regularnie publikuje najnowsze informacje motoryzacyjne, testy samochodów, opisuje zmiany w prawie drogowym,  udziela porad dla kierowców oraz zawiera informacje na temat infrastruktury drogowej w Polsce. „Auto Świat” pierwotnie ukazywał się jako czasopismo motoryzacyjne, wydawane w formie tygodnika w latach 1995–2022 przez Ringier Axel Springer Polska. Ostatni numer czasopisma ukazał się 19 grudnia 2022.
Właścicielem serwisu „Auto Świat” jest Grupa Ringier Axel Springer Polska należąca do Axel Springer SE i Ringier AG.  

## Auto Świat jako część grupy Auto Bild
„Auto Świat” jest częścią niemieckiej grupy Auto Bild, jednego z największych magazynów motoryzacyjnych na świecie, wydawanego w 36 krajach. Grupa Auto Bild działa w krajach takich jak: Niemcy, Polska, Francja, Włochy, Wielka Brytania, Holandia, Czechy, Dania, Turcja, Grecja, Chorwacja, Szwajcaria, Austria, Litwa, Łotwa, Estonia, Portugalia, Bułgaria, Czarnogóra, Ukraina, Węgry, Macedonia, Finlandia, Słowacja, Serbia, Hiszpania, Słowenia, Indonezja, Tajlandia i Azerbejdżan. 

## Nagrody i wyróżnienia

### 2018
- W 2018 roku „Auto Świat” został wyróżniony tytułem Superbrands w kategorii Media/Prasa – hobby i nauka. Tytuł ten przyznawany jest markom, które zdobyły wyjątkową reputację, silną pozycję na rynku oraz cieszą się zaufaniem konsumentów[9].

## Redakcja

### Redakcja AutoŚwiat.pl
- Piotr Kozłowski – redaktor naczelny AutoŚwiat.pl od kwietnia 2023[10][11][12].
- Krzysztof Słomski – zastępca redaktora naczelnego oraz wydawca AutoŚwiat.pl
- Robert Rybicki – szef redakcji Autswiat.pl (przed Piotrem Kozłowskim) do kwietnia 2023. Później objął w zespole serwisu nowe stanowisko – menedżera ds. paid content i lead generation[10].

### Redakcja czasopisma
- Stanisław Sewastianowicz – ostatni redaktor naczelny wersji papierowej tygodnika motoryzacyjnego „Auto Świat”[13]
- Jerzy Jankiewicz – pierwszy redaktor naczelny tworzącego się pisma od 1995 roku[14]
- Andrzej Martynkin – zastępca redaktora naczelnego[14]
- Józef Szewczyk – sekretarz redakcji[14]

## Kluczowe Produkty
Plebiscyty i konkursy  
- Moto Awards – „Auto Świat” organizuje również coroczny plebiscyt Moto Awards, który cieszy się dużą popularnością wśród czytelników. W ramach tego plebiscytu czytelnicy głosują na najlepsze samochody w różnych kategoriach, takich jak samochody miejskie, SUV-y, auta sportowe i luksusowe. Moto Awards stały się jednym z najważniejszych wydarzeń branżowych, gdzie wyróżniane są nowości motoryzacyjne na polskim rynku[15][16][17].
- As Bezpiecznej Jazdy – ogólnopolski konkurs dla kierowców amatorów, którego celem było promowanie bezpiecznej jazdy. Zawodnicy rywalizowali w teoretycznych i praktycznych zadaniach, które pomagały doskonalić umiejętności jazdy[18].
- Auto nr 1 w Polsce – plebiscyt na najlepszy samochód w Polsce, będący częścią większego, europejskiego konkursu Europe Auto 1, który obejmował 26 krajów. Czytelnicy decydowali, które z wytypowanych modeli samochodów zdobywały tytuł najlepszego auta[19].
- Mistrz 4x4 – konkurs dla fanów jazdy terenowej, który testował umiejętności uczestników w trudnych warunkach off-roadowych. Zawodnicy musieli nie tylko sprawnie prowadzić pojazdy, ale również radzić sobie z technicznymi zadaniami, takimi jak obsługa wyciągarek[20][21].

### Testy
- Narodowy Auto Test – organizowany przez „Auto Świat” od 2005 roku, to coroczne badanie opinii kierowców, którego celem jest ocena preferencji i opinii na temat samochodów dostępnych na rynku. Wyniki tego badania są publikowane w formie szczegółowego raportu, który dostarcza informacji na temat satysfakcji użytkowników z różnych modeli pojazdów[22][23].

- Wielki Test Salonów – to coroczny test prowadzony przez redakcję "Auto Świat" od 2004 roku. Jego celem jest ocena jakości obsługi w salonach dealerskich na terenie całej Polski. Test przeprowadzany jest przy współpracy z ekspertami z firm badawczych, którzy regularnie monitorują standardy obsługi, profesjonalizm personelu oraz ogólną kondycję salonów[24].

Cykle redakcyjne  
- Auto Świat Pit Stop – Regularny program wideo, w którym trójka redaktorów omawia bieżące i ważne tematy związane z motoryzacją. Program ten porusza zagadnienia dotyczące zarówno najnowszych trendów, jak i bardziej technicznych aspektów świata motoryzacji[25].

- Auto Świat w stereo – Podcast prowadzony przez redaktorów „Auto Świat”, Robert Rybicki i Piotr Szypulski, w którym razem z zaproszonymi gośćmi dyskutują na tematy związane z motoryzacją, oferując słuchaczom różnorodne spojrzenia na aktualne wydarzenia w branży[26].

## Wydania specjalne

### Aktualne
- Auto Świat Katalog „Auta Używane” – publikacja wydawana przez Auto Świat od 1998 roku. Licząca około 180 stron, skupia się na tematyce samochodów używanych, obejmując różnorodne aspekty – od wyboru i zakupu pojazdu, po jego serwisowanie i eksploatację. Zawiera szczegółowe opisy oraz oceny około 200 modeli aut różnych marek i segmentów, zróżnicowanych pod względem wieku i ceny. W publikacji prezentowane są zarówno zalety, jak i wady poszczególnych modeli, dane techniczne, rekomendowane silniki, typowe usterki, a także porady dotyczące zakupu i serwisowania samochodów. Dodatkowo, katalog zawiera rankingi i raporty oceniające jakość oraz trwałość pojazdów[27].
- Auto Świat Katalog „Nowości” – publikacja wydawana przez Auto Świat od 1996 roku. Zawiera przegląd wszystkich nowych modeli samochodów dostępnych w salonach sprzedaży na terenie Polski. W katalogu znajdują się krótkie recenzje każdego pojazdu, informacje o cenach, dostępnych wersjach silnikowych, wyposażeniu oraz szczegółowe dane techniczne, takie jak osiągi, wymiary, rozstaw osi, pojemności zbiornika paliwa i bagażnika. Publikacja ma na celu zgromadzenie wszystkich kluczowych informacji w jednym miejscu, eliminując potrzebę poszukiwań w internecie lub wizyt w salonach samochodowych. Do każdego wydania dołączany jest także kalendarz ścienny[27][28].
- Auto Świat Katalog „Najlepsze Auta Używane” – publikacja poświęcona przeglądowi samochodów używanych, które można nabyć w cenie do 100 tys. zł. Zawiera opisy i recenzje najlepszych modeli w pięciu przedziałach cenowych: do 20 tys. zł, 20-30 tys. zł, 30-50 tys. zł, 50-70 tys. zł oraz 70-100 tys. zł. W katalogu prezentowane są zalety i wady poszczególnych aut, rekomendacje dotyczące wyboru odpowiednich wersji oraz informacje o latach produkcji, na które warto zwrócić uwagę. Łącznie opisano 150 modeli samochodów, które mogą być atrakcyjną opcją na rynku wtórnym. Dodatkowo publikacja zawiera praktyczne porady, które wspierają czytelników w ocenie stanu technicznego, wyborze pojazdu oraz jego eksploatacji[27].
- Auto Świat Magazyn "Testy" – magazyn ekspercki skierowany do osób planujących zakup nowego samochodu. Publikacja pełni rolę poradnika dla kupujących, zawierając porównania najnowszych modeli oraz pojazdów cieszących się największym zainteresowaniem na rynku. Samochody są poddawane szczegółowej analizie, obejmującej m.in. ocenę osiągów, zużycia paliwa, skuteczności hamulców, walorów użytkowych oraz wyposażenia. Magazyn zawiera również testy samochodów używanych oraz testy produktów motoryzacyjnych, które cieszą się uznaniem czytelników[29][27].
- Auto Świat Extra „Auta Hybrydowe i Elektryczne” – specjalistyczna publikacja poświęcona zagadnieniom związanym z elektromobilnością. W magazynie prezentowane są najnowsze modele samochodów hybrydowych i elektrycznych, wraz z danymi technicznymi, aktualnymi cenami oraz testami pojazdów. Publikacja zawiera również porady dotyczące wyboru odpowiedniego auta, informacje o procesie ładowania i obsługi pojazdów zelektryfikowanych, a także przegląd alternatyw dostępnych na rynku wtórnym[27].

- Auto Świat Classic – dwumiesięcznik poświęcony samochodom klasycznym, zarówno starszym, jak i młodszym modelom. Publikacja zawiera szczegółowe opisy pojazdów, porady dotyczące ich eksploatacji oraz wskazówki dla osób planujących zakup klasycznych aut. Czasopismo porusza różnorodne aspekty związane z motoryzacją zabytkową, stanowiąc źródło informacji zarówno dla doświadczonych kolekcjonerów, jak i dla osób dopiero rozpoczynających swoją przygodę z klasycznymi autami[30][31].

### Dawne
- Auto Świat Extra – to seria wydań specjalnych, które były wydawane do 2022 roku. Tematyka tych numerów obejmowała wybrane zagadnienia motoryzacyjne, takie jak nowe technologie, hybrydowe i elektryczne samochody, samochody używane oraz poradniki „zrób to sam”. Magazyn dostarczał czytelnikom szczegółowych analiz, porad dotyczących zakupu i eksploatacji pojazdów oraz prezentował nowości rynkowe. Wydania te cieszyły się dużą popularnością wśród fanów motoryzacji[32].
- Auto Świat Poradnik – to seria numerów specjalnych, które pełniły rolę kompendium wiedzy motoryzacyjnej. Miesięcznik ten zawierał praktyczne porady dotyczące eksploatacji samochodów, sposoby obniżania kosztów użytkowania, a także informacje na temat nowoczesnych technologii samochodowych i podzespołów. Każde wydanie skupiało się na konkretnym, aktualnym temacie, np. zakupie używanych samochodów, eksploatacji pojazdów w różnych warunkach, czy też przepisach i zasadach ruchu drogowego, które powinien znać każdy kierowca[33][34].
- Auto Świat 4x4 – to dwumiesięcznik poświęcony pojazdom z napędem na cztery koła, ukazujący się od grudnia 2007 do 2013 roku. Magazyn publikował testy i porównania SUV-ów oraz pojazdów terenowych[35].

## Historia

### 1995
Pierwszy numer tygodnika „Auto Świat” ukazał się 8 marca 1995 roku, rozpoczynając swoją działalność jako drukowane czasopismo motoryzacyjne, dostarczające czytelnikom najnowsze informacje o samochodach, testach i nowinkach motoryzacyjnych.

### 2022
Od 2022 roku „Auto Świat” dostępny jest wyłącznie w wersji internetowej. Czytelnicy mogą go znaleźć pod domeną auto-swiat.pl oraz na portalu Onet, a także w ramach platformy subskrypcyjnej Onet Premium. 

## Akademia Auto Świata
Akademia Auto Świata była siecią szkół nauki jazdy działającą w Polsce w latach 2013–2018. Sieć funkcjonowała w modelu franczyzowym, a Ośrodki Szkolenia Kierowców (OSK) wdrażały standardy szkolenia oraz obsługi klientów opracowane przez Akademię.
Charakterystyczne cechy szkół działających w ramach sieci obejmowały:
- Program szkoleniowy, opracowany z uwzględnieniem wiedzy pedagogicznej i psychologicznej, oparty na obowiązujących przepisach prawa[40][41].
- System monitoringu szkolenia o nazwie Finder Driving Assistance (FDA), zainstalowany w pojazdach, który umożliwiał analizę postępów kursantów[41].
- Regularne szkolenia i podnoszenie kwalifikacji zarówno dla instruktorów nauki jazdy, jak i pracowników obsługi klienta[40][42].